# The Best of Crosby & Nash: The ABC Years
Pour la compilation de 1978, voir The Best of Crosby & Nash.
 (septembre 2018).
Si vous disposez d'ouvrages ou d'articles de référence ou si vous connaissez des sites web de qualité traitant du thème abordé ici, merci de compléter l'article en donnant les références utiles à sa vérifiabilité et en les liant à la section « Notes et références ».
Albums de Crosby & Nash
Another Stoney Evening
(1998) Crosby and Nash
(2004)
The Best of Crosby & Nash: The ABC Years est une compilation du duo américain Crosby & Nash, remasterisée et sortie en 2002. La trilogie présente des morceaux parus dans les albums Wind on the Water, Whistling Down the Wire et Crosby-Nash Live.

## Liste des pistes
| No  | Titre                                                                        | Durée |
| --- | ---------------------------------------------------------------------------- | ----- |
| 1.  | Carry Me (David Crosby)                                                      | 3:35  |
| 2.  | Mama Lion (Graham Nash)                                                      | 3:17  |
| 3.  | Bittersweet (David Crosby)                                                   | 2:39  |
| 4.  | Take the Money and Run (Graham Nash)                                         | 3:23  |
| 5.  | Naked in the Rain (Crosby-Nash)                                              | 2:27  |
| 6.  | Love Work Out (Graham Nash)                                                  | 4:45  |
| 7.  | Homeward Through the Haze (David Crosby)                                     | 4:06  |
| 8.  | To the Last Whale... a). Critical Mass - b). Wind on the Water (Crosby-Nash) | 5:33  |
| 9.  | Spotlight (Kortchmar (en)-Nash)                                              | 2:51  |
| 10. | Broken Bird (Crosby-Nash)                                                    | 2:44  |
| 11. | Time After Time (David Crosby)                                               | 2:32  |
| 12. | Mutiny (Graham Nash)                                                         | 4:45  |
| 13. | Taken at All (Crosby-Nash)                                                   | 3:07  |
| 14. | Foolish Man (David Crosby)                                                   | 4:29  |
| 15. | Out of Darkness (Crosby-Nash-Doerge (en))                                    | 4:24  |
| 16. | Immigration Man (Live) (Graham Nash)                                         | 3:40  |
| 17. | The Lee Shore (Live) (David Crosby)                                          | 5:17  |
| 18. | I Used Be a King (Live) (Graham Nash)                                        | 4:46  |
| 19. | Déjà Vu (Live) (David Crosby)                                                | 9:49  |